# جاش توماس (کمدین)
جاش توماس (انگلیسی: Josh Thomas؛ زادهٔ ۲۶ مهٔ ۱۹۸۷) هنرپیشه، فیلم‌نامه‌نویس، و کمدین اهل استرالیا است. علت شهرت وی بیشتر به خاطر مجموعه تلویزیونی لطفاً منو دوست داشته باش است.